# Moulin de Bénesse-lès-Dax
Le moulin de Bénesse-lès-Dax est un moulin à vent situé sur la commune de Bénesse-lès-Dax, dans le département français des Landes.

## Présentation
Le moulin est indifféremment appelé « Moulin de Bénesse » ou « Moulin de Labadie », du nom de la ferme qui le jouxte. Il est le seul moulin à vent en activité dans le département des Landes depuis sa restauration en 2018 et le dernier exemplaire sur les quatre moulins à vent répertoriés historiquement dans le département. Il est également le seul en France à être doté d'un belvédère sur sa toiture. Il est de nos jours géré par l'association Les Ailes Bénessoises et exploité par des meuniers bénévoles qui produisent de la farine bio sans gluten de sarrasin et de maïs locaux, .

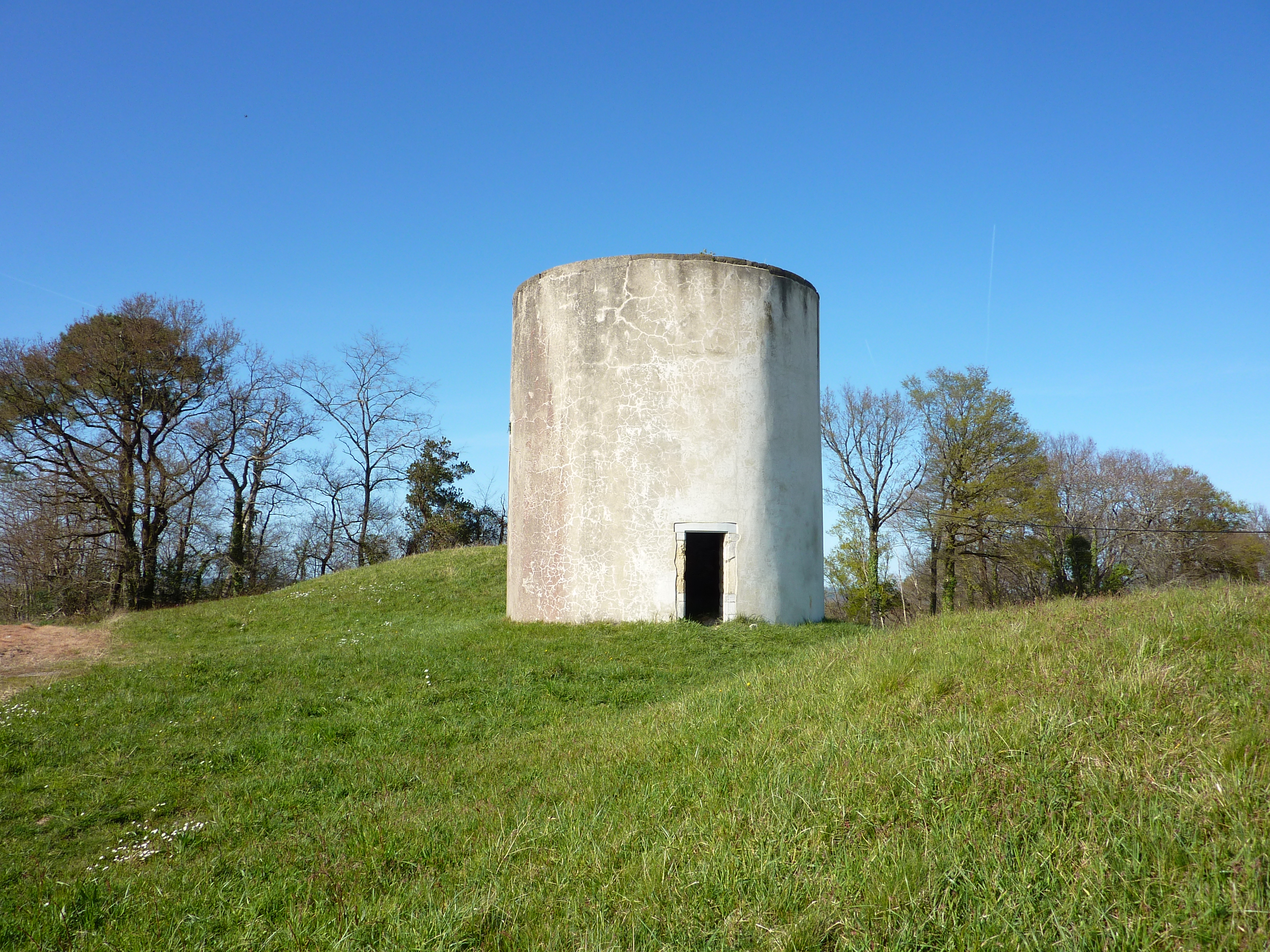
Le moulin en 2010, avant sa restauration

### Historique
Les moulins à vent seraient d'origine orientale, plus précisément d'Afghanistan. Les premiers moulins arrivent en France par la Provence au Moyen Age : en 1170, ils figurent dans une charte de la ville d'Arles. Ils se développent par la suite dans presque toutes les régions ventées, principalement situées sur les franges littorales. Ils sont accaparés ou édifiés par les seigneurs, qui exigent un « droit de vent » et font travailler les meuniers. Sur la carte de Cassini de 1756 sont répertoriés dans certaines régions un moulin tous les 12 km2. En 1838 la « géographie industrielle et commerciale de la France » totalise 12 000 moulins (à vent et à eau). Dans les Landes, le recensement de 1810 indique la présence de 686 moulins à eau et de 6 moulins à vent.
Le métier de meunier n'a pas toujours bonne réputation : dureté, longues périodes de chômage, taxations élevées et il fallait, disait-on, être robuste, sale et voleur ! La profession est longtemps règlementée : sous le Premier Empire par exemple, les moulins devaient être à plus de 70 m de la route pour ne pas effrayer les chevaux ; par ailleurs, la loi exigeait qu'à la mort du meunier, les ailes du moulin soient supprimées pour ne pas continuer à payer la patente.
Le système des ailes Berton, qui facilite la mise au vent, se répand mais il est déjà trop tard : le destin des moulins est scellé avec l'apparition des énergies nouvelles (vapeur, électricité) et des minoteries industrielles, qui entraînent rapidement la disparition de la plupart d'entre eux. Dans les Landes le moulin de Bénesse-lès-Dax est le seul exemplaire subsistant.
Sa date de construction n'est pas attestée. Il figure sur la carte de Cassini de 1756, qui indique  la présence non pas d'un, mais de deux moulins côte à côte distants d'environ 30 mètres l'un de l'autre. Le deuxième moulin en question a entièrement disparu, il n'en reste aucun vestige de nos jours. Un acte notarié de 1782 mentionne le nom des deux meuniers et un extrait du cadastre de 1826 continue de signaler la présence de deux moulins sur ce même site, où un gisement de silex taillés datant du Quaternaire est mis au jour en 1879.
Le moulin restant est exploité jusqu'au début du XXe siècle, date à laquelle il est supplanté par l'industrie minotière. Le meunier démonte les ailes pour ne plus avoir à payer la patente. Des photos datées de 1939 montrent le moulin avec son toit. En 1943-1944, le moulin constitue un poste d'observation pour les soldats allemands, qui percent la toiture pour installer une batterie de mitrailleuses. La toiture a disparu sur des clichés datés de 1974.

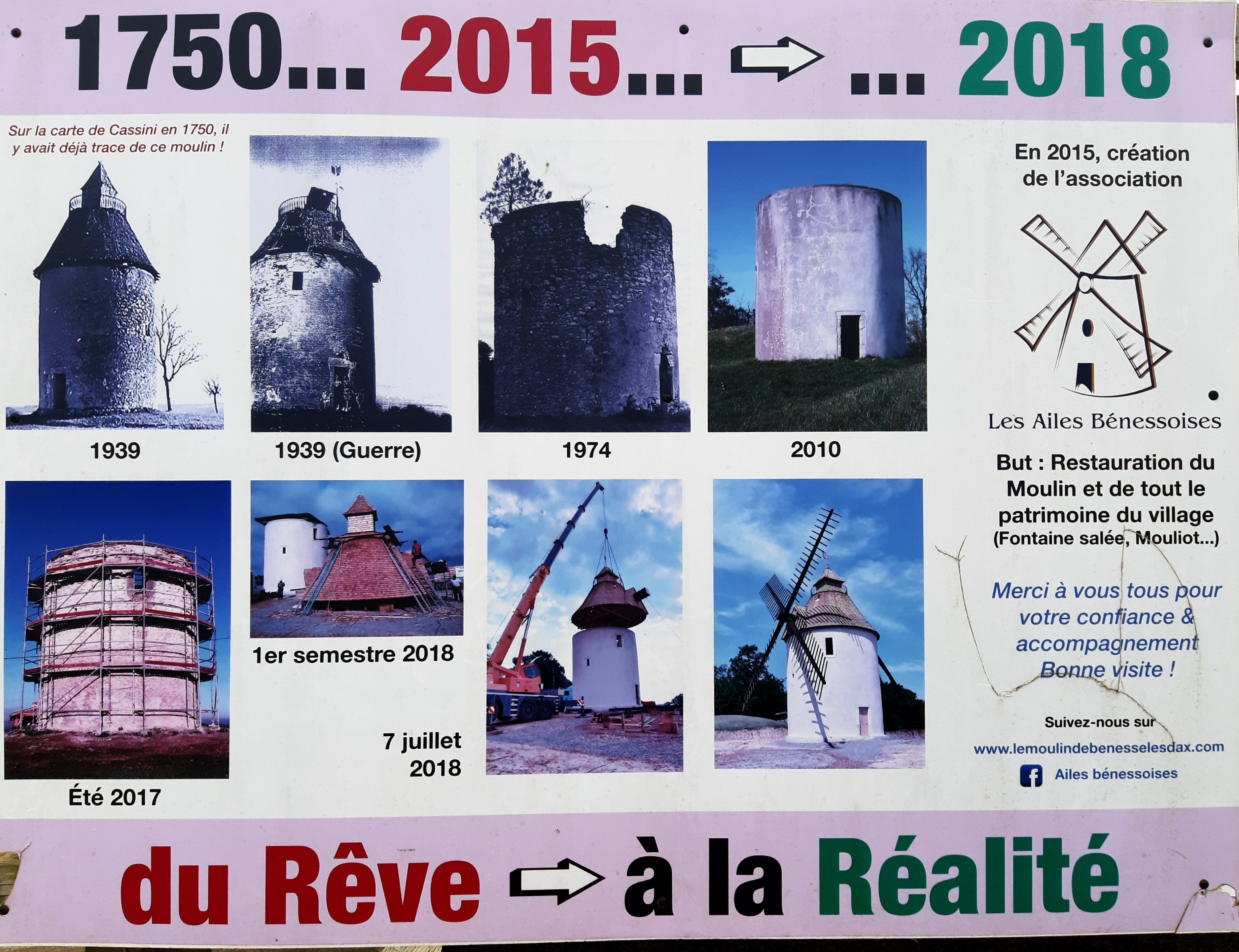
Évolutions du moulin à travers le temps, panneau de présentation réalisé par l'association Les Ailes Bénessoises, exposé sur site

En 1966, le site est racheté par la Société d'Exploitation des Eaux, qui construit à cet endroit un réservoir d'eau semi-enterré. En 1984, un second réservoir d'eau est aménagé à 20 mètres au nord du moulin.
En 2015, les membres de l'association prennent la décision de réhabiliter le moulin et de lui redonner une fonction économique, afin d'éviter qu'il ne tombe à nouveau dans l'oubli et se détériore. Les plans sont redessinés à partir des rares documents historiques parvenus jusqu'à nous avant d'être validés par l'architecte des bâtiments de France. Après la rénovation du fût, la nouvelle toiture et les ailes sont posées en juillet 2018. De nos jours, le moulin produit de la farine et de l'électricité. Du pain et des viennoiseries, à plus forte valeur ajoutée que la farine, sont également réalisés et commercialisés sur site.

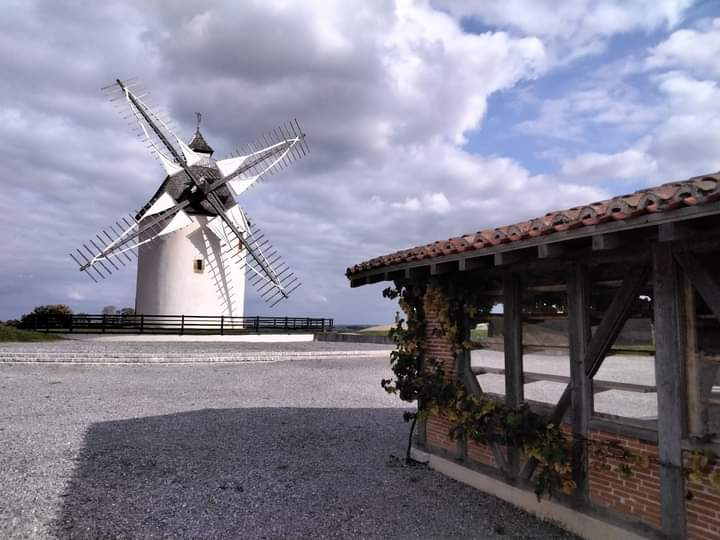
Le moulin et l'abri du four à pain
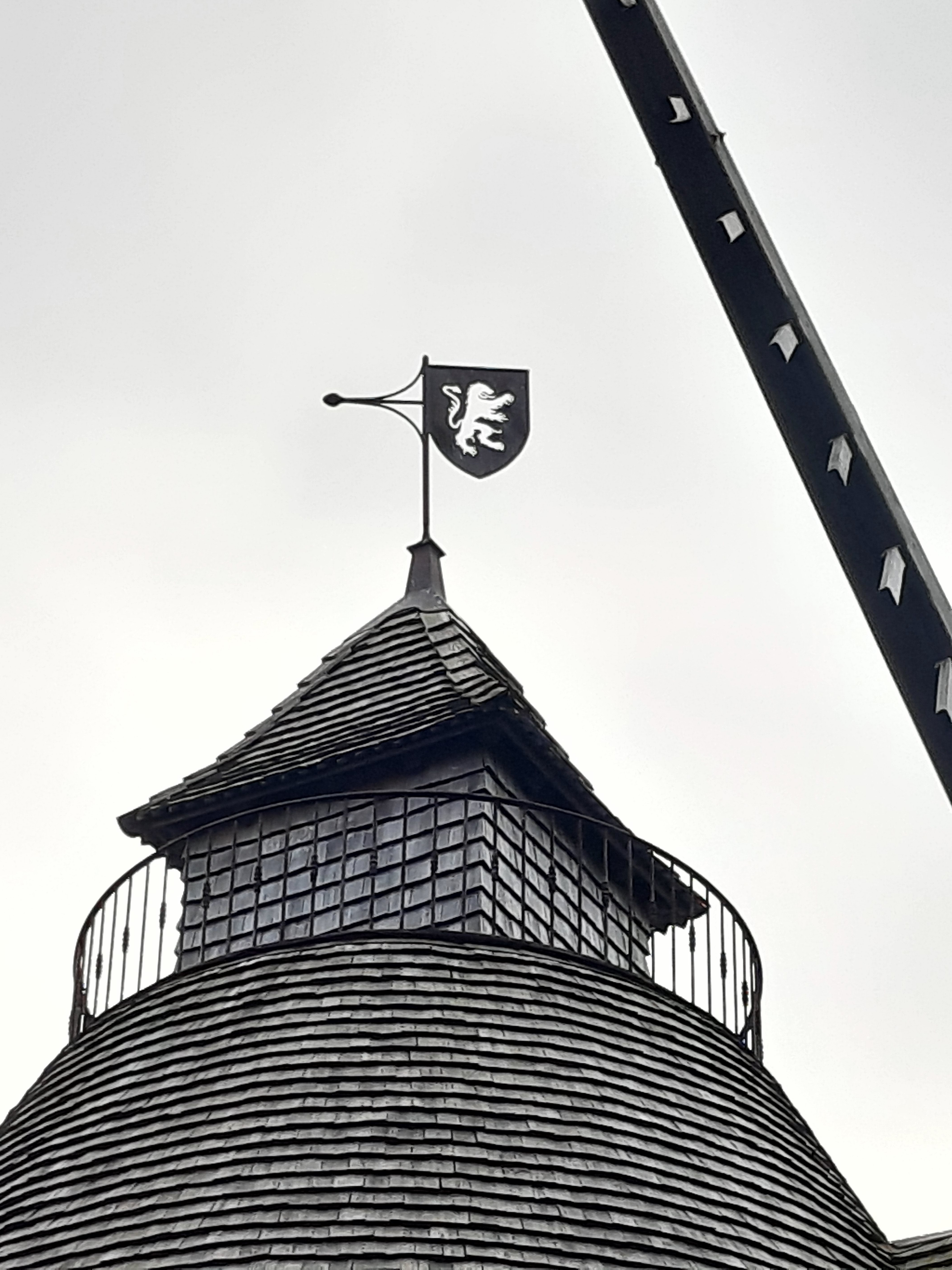
Toiture, belvédère et girouette du moulin
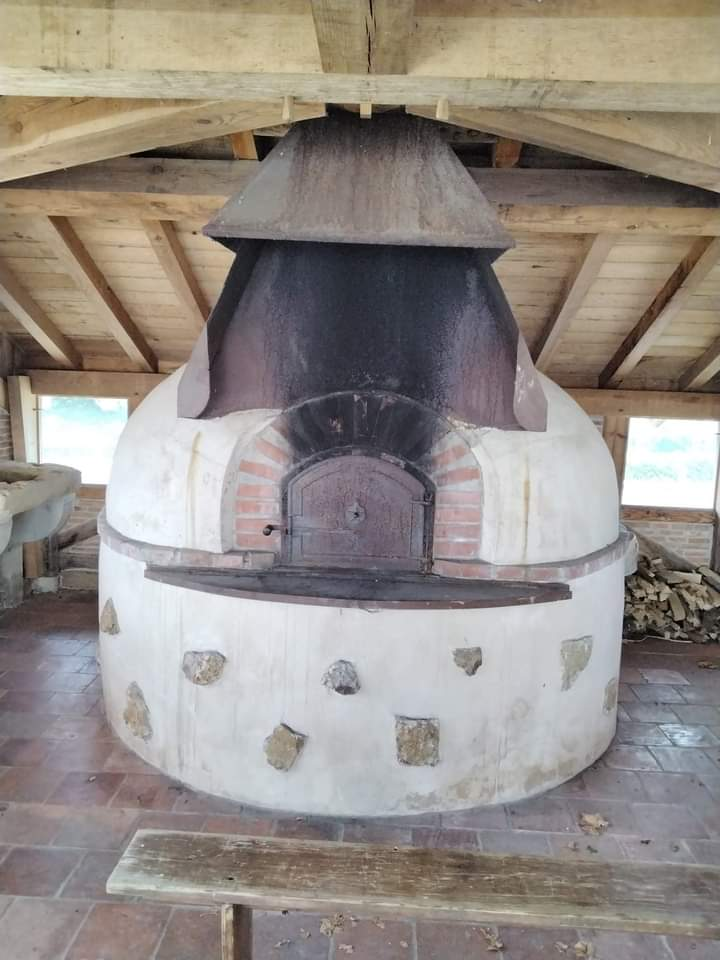
Four à pain
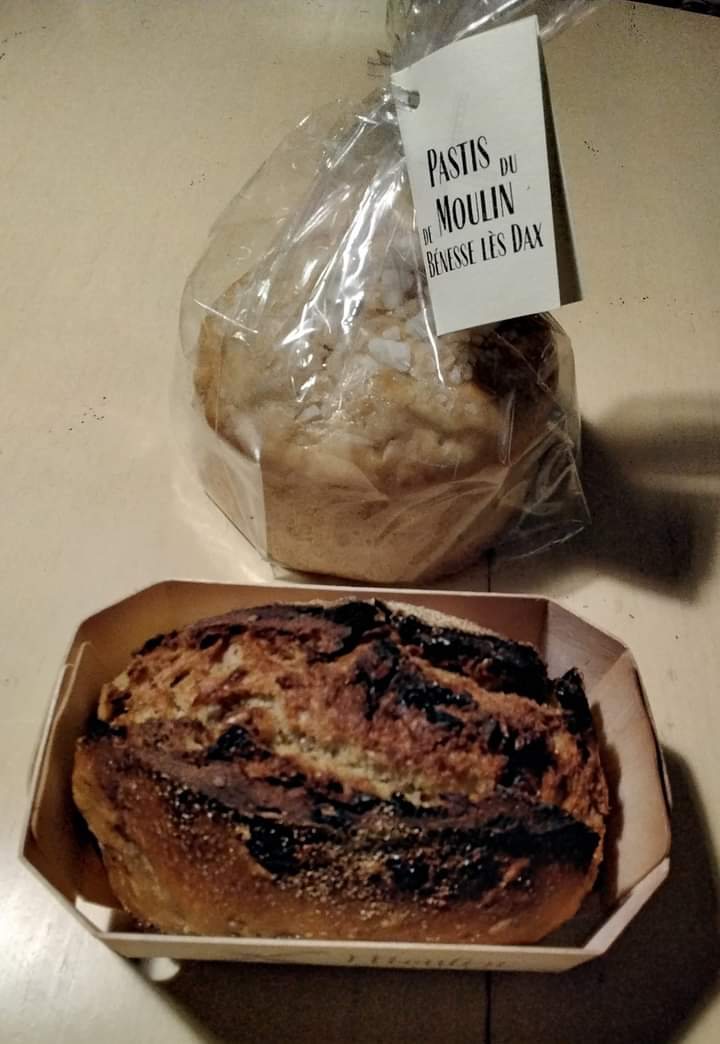
Pain et pastis landais

### Caractéristiques techniques
Le moulin occupe le sommet d'une colline (tuc, en gascon) à 97 mètres d'altitude. Sa hauteur totale est d'environ 14 mètres, son diamètre intérieur est de 5,30 mètres et extérieur de 7,30 mètres. Sa tour a une hauteur de 7,25 mètres. Son toit fait 6 mètres de hauteur et pèse 15 tonnes. Doté d'un belvédère, il est couvert sur 102 m2 par 8160 bardeaux en châtaignier. La girouette en cuivre fait 0,80 mètre de hauteur.
Il est équipé de quatre ailes de 8,70 mètres, soit une envergure totale de 17,40 mètres, avec vergue en barreaux de chêne. Les voiles, en tissus polyester blanc, présentent, déployées, une surface au vent de 64 m2. Le toit, supportant le mécanisme moteur, s'oriente ailes face au vent grâce à la queue de mise au vent, manœuvrées manuellement ou avec l'aide d'un âne ou d'un cabestan.
À l'intérieur, deux paires de meules à grain en granit, une pour le sarrasin, l'autre pour le maïs, occupent le deuxième étage (chaque meule pèse environ une tonne). Les sacs de grains y sont hissés pour y être moulus entre meule tournante et meule dormante. La mouture est envoyée au premier étage où se situe la bluterie. Une fois tamisée, la farine est ensachée au rez-de-chaussée.

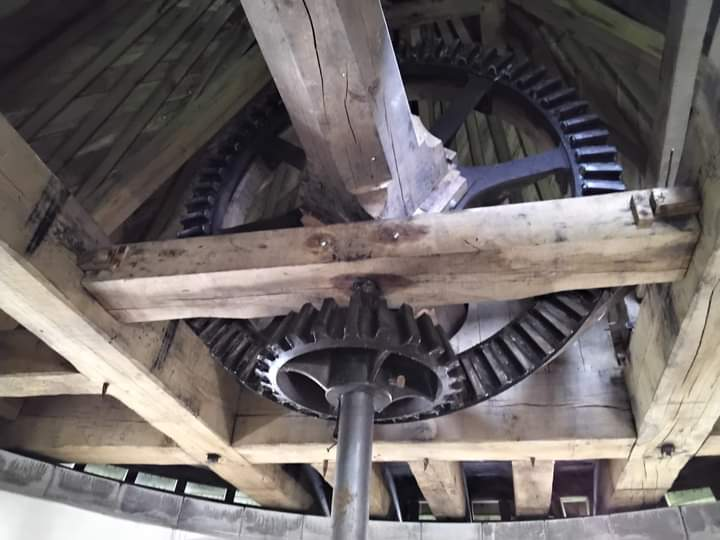
Rouages sous la toiture : mécanisme de transmission par engrenage conique
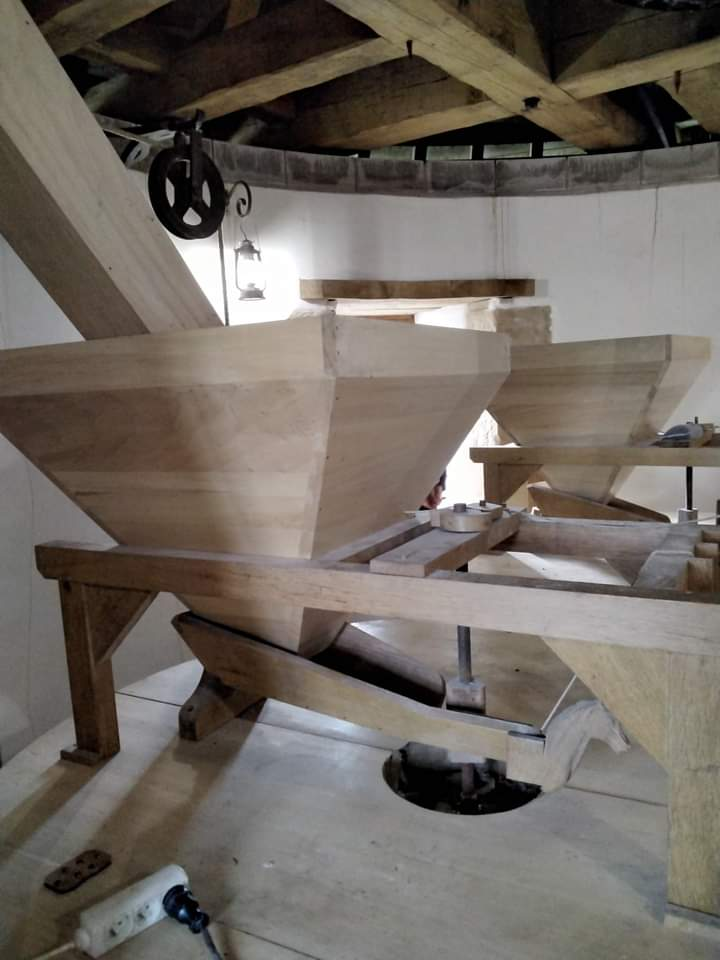
Trémies

### Le site
Le site sur lequel le moulin est édifié offre un point de vue panoramique sur la Chalosse environnante et la chaîne des Pyrénées à l'horizon. Il s'agit également d'un gisement paléolithique où l'archéologue Boucher de Perthes découvre à la fin du XIXe siècle des silex datant de l'ère quaternaire.
Les bénévoles de l'association édifient dès 2016 près du moulin un four à pain qui sert de nos jours à cuire pains et pastis landais réalisés à partir de la farine produite dans le moulin. La fontaine salée se situe également à proximité.

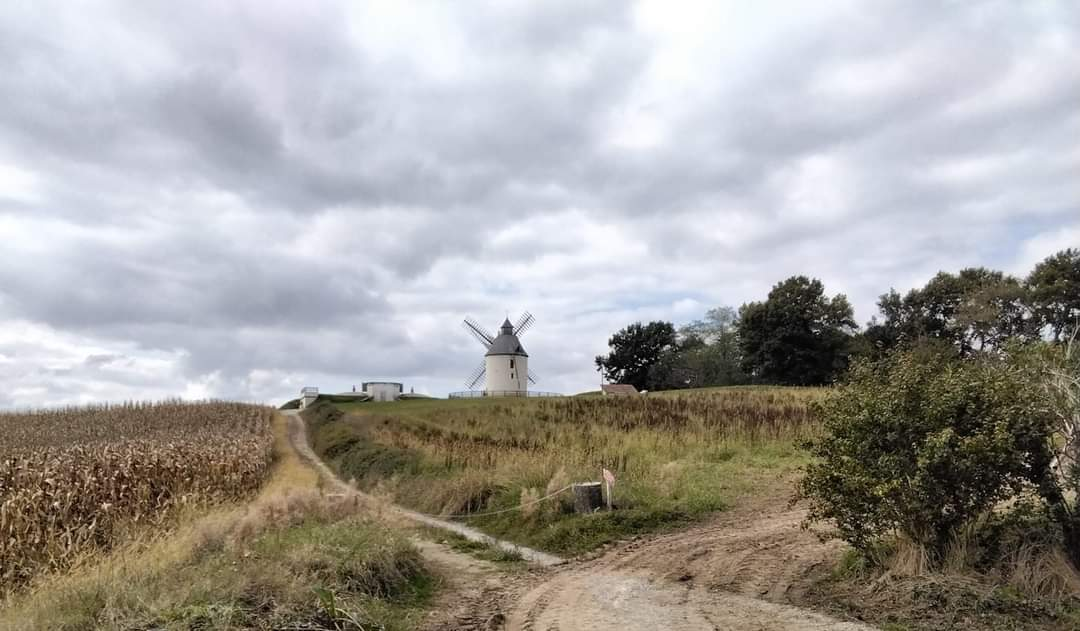
Vue générale du moulin sur la colline (tuc)
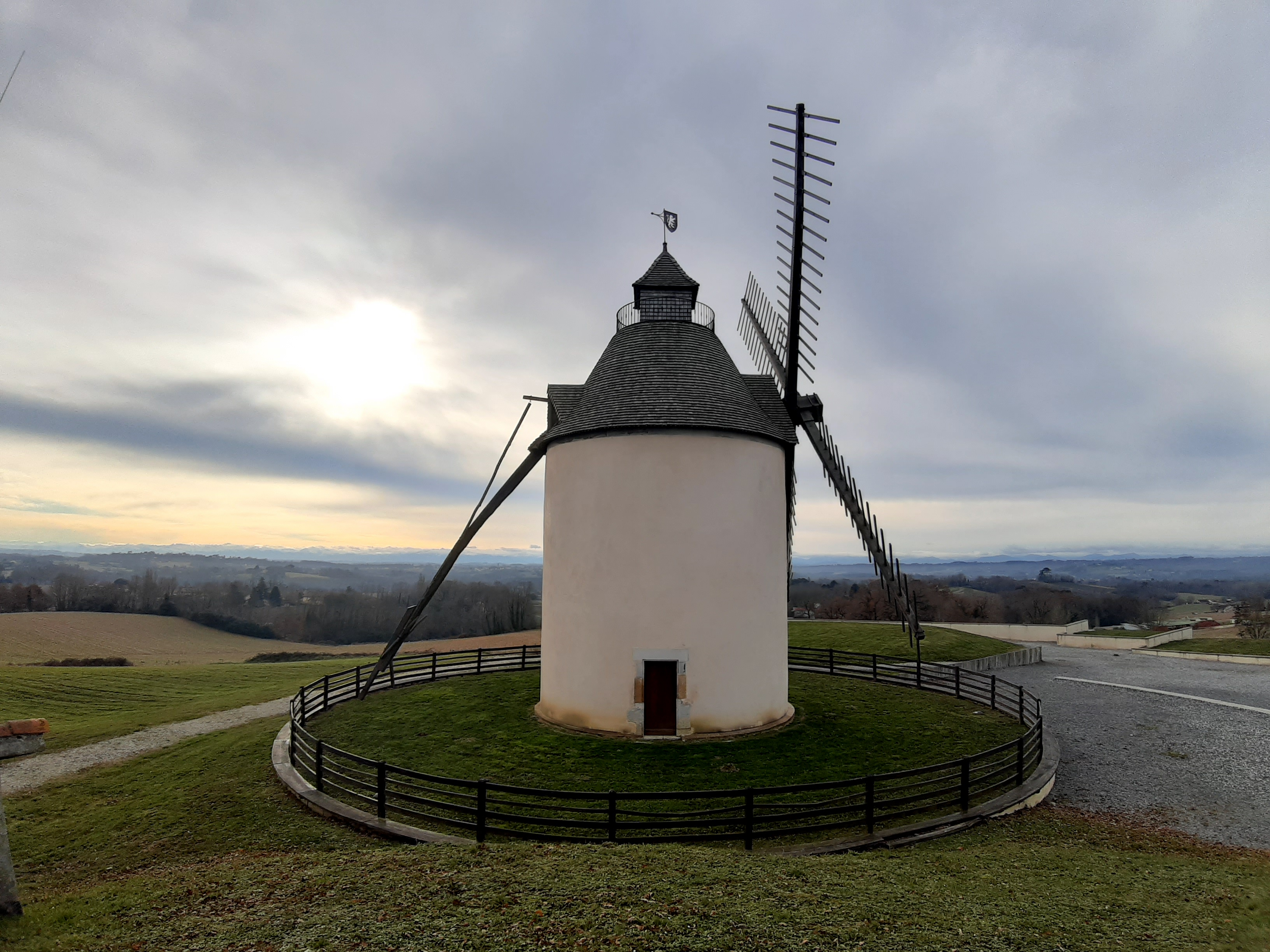
Vue sur la chaîne des Pyrénées depuis le site du moulin
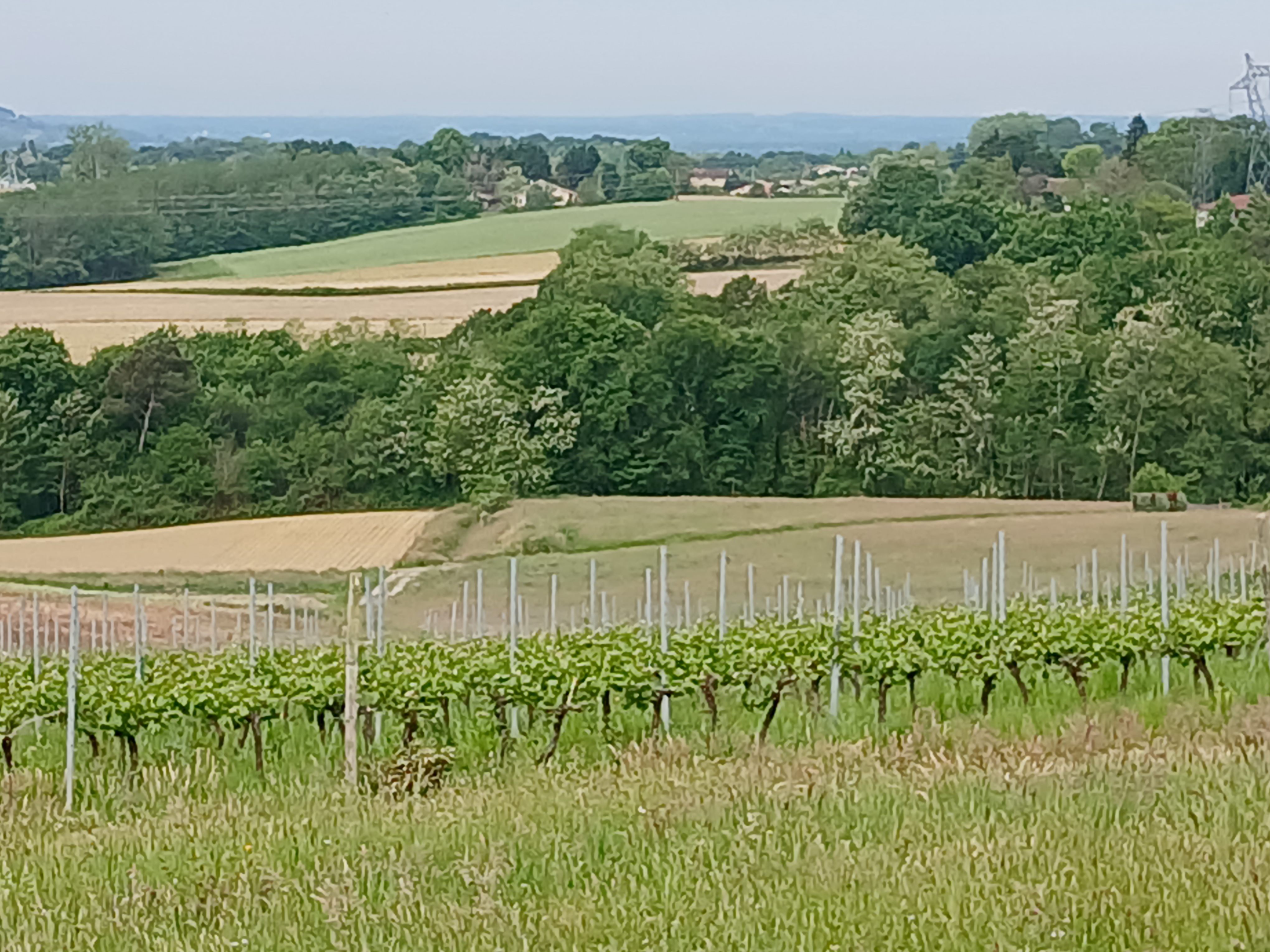
Vue sur les vignes et coteaux.